# Álvaro Guevara Reimers
Álvaro Guevara Reimers (Valparaíso, 13 de juliol de 1894 - Ais de Provença, 16 d'octubre de 1951) va ser un pintor xilè establert a Londres i associat vagament amb el grup de Bloomsbury. Guevara va sortir de Xile el 1909 i va arribar a Londres l'1 de gener de 1910. Va assistir al Col·legi Tècnic de Bradford, on va estudiar comerç de teixits, i també va passar dos anys estudiant d'amagat en el Col·legi d'Art de Bradford. Després de suspendre els exàmens de la universitat tècnica, es va passar a l'Escola Slade de Belles Arts entre 1913 i 1916 i va exposar individualment en els Omega Workshops. Es va casar amb Meraud Guinness (1904-1993), pintora i membre de la família Guinness, i es van instal·lar a França.